# Талай-Сагар
Талай Сагар (англ. Thalay Sagar) — вершина в Гімалаях. Лежить в Індії, в штаті Уттаракханд. Належить до ряду таких вершин, як Шивлінг, Брігупант i  Меру. Висота 6904 м н.р.м.
Перше сходження здійснили Roy Kligfield, John Thackray i Pete Thexton 24 червня 1979 р.
Вершина користується великою популярністю серед альпіністів, так за різними маршрутами в 2003 р. було здійснено 15 успішних сходжень і одна невдала спроба.

## Ресурси Інтернету
- Thalay Sagar na Peakware [Архівовано 2 квітня 2015 у Wayback Machine.]

## Виноски
1. ↑  Amer. Alpine Journal. — 1980. — Vol. 22, No 54. — P. 457.